# Liste der höchsten Sakralgebäude in Deutschland
Die Liste der höchsten Sakralgebäude in Deutschland enthält Bauten mit einer Höhe von mindestens 75 Metern. Die Liste ist möglicherweise unvollständig.

## Liste der höchsten Sakralgebäude in Deutschland
| Höhe in m | Bauwerk                                   | Vollendung      | Ort                     | Bundesland             | Bemerkungen |
| --------- | ----------------------------------------- | --------------- | ----------------------- | ---------------------- | --- |
| 161,5     | Ulmer Münster                             | 1890            | Ulm                     | Baden-Württemberg      | höchster Kirchturm der Welt. Aussichtsplattform in 143 m Höhe.                                                    |
| 157,4     | Kölner Dom                                | 1880            | Köln                    | Nordrhein-Westfalen    | |
| 147,3     | Ehemalige Hauptkirche St. Nikolai         | 1874            | Hamburg                 | Hamburg                | seit Bombardierung 1943 nur noch Turm vorhanden                                                                   |
| 132,2     | Hauptkirche St. Petri                     | 1878            | Hamburg                 | Hamburg                | |
| 132,1     | Hauptkirche St. Michaelis                 | 1786            | Hamburg                 | Hamburg                | |
| 132,0     | Nikolaikirche                             | 1312            | Rostock                 | Mecklenburg-Vorpommern | zerstört 1703 in einem Sturm, heutige Turmhöhe: 65 Meter                                                          |
| 130,1     | St. Martin                                | 1500            | Landshut                | Bayern                 | höchster Kirchturm aus Ziegelsteinen                                                                              |
| 125,4     | Hauptkirche St. Jacobi                    | 1962            | Hamburg                 | Hamburg                | |
| 125,0     | Marienkirche                              | 1350            | Lübeck                  | Schleswig-Holstein     | |
| 122,0     | St. Andreas                               | 1544            | Braunschweig            | Niedersachsen          | gotischen Turmhelm nach Blitzeinschlag und Brand 1742 durch barocke Turmhaube ersetzt, heutige Höhe: 93 Meter     |
| 120,0     | Nikolaikirche                             | 1508            | Wismar                  | Mecklenburg-Vorpommern | Turm am 8. Dezember 1703 während eines Sturmes eingestürzt, heutige Höhe: 64 Meter                                |
| 117,5     | Schweriner Dom                            | 1892            | Schwerin                | Mecklenburg-Vorpommern | |
| 117,0     | Petrikirche                               | 1577            | Rostock                 | Mecklenburg-Vorpommern | |
| 116,7     | Hauptkirche St. Katharinen                | 1657            | Hamburg                 | Hamburg                | |
| 116,0     | Freiburger Münster                        | 1330            | Freiburg                | Baden-Württemberg      | |
| 116,0     | Berliner Dom                              | 1905            | Berlin-Mitte            | Berlin                 | Höhe seit dem 2. Weltkrieg: 98 Meter                                                                              |
| 114,7     | Lübecker Dom                              | 1341            | Lübeck                  | Schleswig-Holstein     | |
| 114,5     | St. Andreas                               | 1890            | Hildesheim              | Niedersachsen          | |
| 113,0     | Kaiser-Wilhelm-Gedächtniskirche           | 1895            | Berlin-Charlottenburg   | Berlin                 | heute Ruinendenkmal, Höhe: 71 Meter                                                                               |
| 112,0     | Jakobikirche                              | 1894            | Lübeck                  | Schleswig-Holstein     | |
| 111,2     | Schleswiger Dom                           | 1894            | Schleswig               | Schleswig-Holstein     | |
| 111,0     | Petrikirche                               | 1853            | Berlin-Mitte            | Berlin                 | im 2. Weltkrieg zerstört                                                                                          |
| 108,7     | St. Johannis                              | 1408            | Lüneburg                | Niedersachsen          | |
| 108,2     | Petrikirche                               | 1894            | Lübeck                  | Schleswig-Holstein     | |
| 106,0     | Salvatorkirche                            | 1415            | Duisburg                | Nordrhein-Westfalen    | 1467 zerstört, heutige Höhe: 62,5 Meter                                                                           |
| 105,0     | Petrikirche                               | 1322            | Dortmund                | Nordrhein-Westfalen    | |
| 105,0     | Regensburger Dom                          | 1856            | Regensburg              | Bayern                 | |
| 105,0     | Georgenkirche                             | 1898            | Berlin-Mitte            | Berlin                 | 1949 gesprengt |
| 104,0     | Reinoldikirche                            | 1954            | Dortmund                | Nordrhein-Westfalen    | von 1520 bis 1661 119 Meter hoch                                                                                  |
| 104,0     | Magdeburger Dom                           | 1520            | Magdeburg               | Sachsen-Anhalt         | |
| 104,0     | St.-Marien-Kirche                         | 1478            | Stralsund               | Mecklenburg-Vorpommern | von 1549 bis 1647 151 Meter hoch                                                                                  |
| 103,0     | Katharinenkirche                          | 1430            | Osnabrück               | Niedersachsen          | |
| 103,0     | Nikolaikirche                             |                 | Anklam                  | Mecklenburg-Vorpommern | am 29. April 1945 durch Granatbeschuss zerstört, heutige Höhe: 58 Meter                                           |
| 102,6     | St.-Nikolai-Kirche                        | um 1350         | Stralsund               | Mecklenburg-Vorpommern | |
| 102,5     | St.-Antonius-Basilika                     | 1905            | Rheine                  | Nordrhein-Westfalen    | |
| 102,0     | St. Otger                                 | 1892            | Stadtlohn               | Nordrhein-Westfalen    | im März 1945 zerstört, heute 74 m hoch                                                                            |
| 102,0     | Herz-Jesu-Kirche                          | 1907            | Düsseldorf              | Nordrhein-Westfalen    | Spitze am 17. Mai 1945 durch einen Tornado zerstört, heute 56,43 m hoch                                           |
| 100,0     | Gedächtniskirche                          | 1904            | Speyer                  | Rheinland-Pfalz        | |
| 100,0     | Marienkirche                              | 1888            | Anklam                  | Mecklenburg-Vorpommern | 1943 zerstört, heutige Höhe: 64 Meter                                                                             |
| 100,0     | St. Anna                                  | 1884            | Düren                   | Nordrhein-Westfalen    | bei einem Luftangriff am 16. November 1944 zerstört                                                               |
| 100,0     | Eisenacher Dom                            | 1330            | Eisenach                | Thüringen              | abgebrochen |
| 100,0     | St. Ludgerus                              | 1898            | Billerbeck              | Nordrhein-Westfalen    | |
| 100,0     | St. Peter und Paul                        |                 | Eltville                | Hessen                 | Spitze 1683 durch Blitzschlag zerstört, heutige Höhe: 67 Meter                                                    |
| 99,9      | Dom St. Nikolai                           | 1653            | Greifswald              | Mecklenburg-Vorpommern | |
| 99,5      | Frauenkirche                              | 1525            | München                 | Bayern                 | |
| 99,0      | St. Nikomedes                             | 1889            | Steinfurt-Borghorst     | Nordrhein-Westfalen    | |
| 98,0      | Marktkirche                               | 1862            | Wiesbaden               | Hessen                 | |
| 98,0      | St. Martin                                | 1534            | Amberg                  | Bayern                 | |
| 98,0      | St. Ansgarii                              | 1243            | Bremen                  | Bremen                 | im 2. Weltkrieg zerstört                                                                                          |
| 97,3      | Marktkirche                               | 14. Jahrhundert | Hannover                | Niedersachsen          | |
| 96,5      | Salvatorkirche                            | 1904            | Duisburg                | Nordrhein-Westfalen    | im 2. Weltkrieg zerstört, heutige Höhe: 62,5 Meter                                                                |
| 96,0      | St.-Pius-Kirche                           | 1894            | Berlin-Friedrichshain   | Berlin                 | im 2. Weltkrieg zerstört, heute 66 Meter hoch                                                                     |
| 95,3      | Willibrordi-Dom                           | 1540            | Wesel                   | Nordrhein-Westfalen    | |
| 95,1      | Kaiserdom                                 | 1877            | Frankfurt               | Hessen                 | |
| 94,6      | Herz-Jesu-Kirche                          | 1900            | Münster                 | Nordrhein-Westfalen    | |
| 94,2      | Heilig-Kreuz-Kirche                       | 1886            | München                 | Bayern                 | |
| 94,0      | Kreuzkirche                               | 1788            | Dresden-Innere Altstadt | Sachsen                | |
| 93,8      | Paderborner Dom                           | 13. Jahrhundert | Paderborn               | Nordrhein-Westfalen    | |
| 93,5      | St. Ulrich und Afra                       | 1594            | Augsburg                | Bayern                 | |
| 93,0      | Mariahilfkirche                           | 1839            | München                 | Bayern                 | |
| 93,0      | Propsteikirche St. Augustinus             |                 | Gelsenkirchen           | Nordrhein-Westfalen    | |
| 93,0      | Matthiaskirche                            | 1895            | Berlin-Schöneberg       | Berlin                 | im 2. Weltkrieg zerstört, heute 60 Meter hoch                                                                     |
| 92,7      | St. Nicolai                               | 1895            | Lüneburg                | Niedersachsen          | |
| 92,5      | St. Bartholomaei                          | 1867            | Demmin                  | Mecklenburg-Vorpommern | |
| 92,5      | Marienkirche                              | 1892            | Kaiserslautern          | Rheinland-Pfalz        | |
| 92,3      | Bremer Dom                                | 1893            | Bremen                  | Bremen                 | |
| 91,5      | Dom zu Halberstadt                        | 1491            | Halberstadt             | Sachsen-Anhalt         | |
| 91,2      | Frauenkirche                              | 1743            | Dresden-Innere Altstadt | Sachsen                | |
| 91,0      | Marienbasilika                            | 1884            | Kevelaer                | Nordrhein-Westfalen    | |
| 91,0      | St. Aldegundis                            |                 | Emmerich am Rhein       | Nordrhein-Westfalen    | im 2. Weltkrieg zerstört, heutige Höhe: 58 Meter                                                                  |
| 91,0      | St. Joseph                                | 1914            | Speyer                  | Rheinland-Pfalz        | |
| 91,0      | Neubaukirche                              | 1582            | Würzburg                | Bayern                 | |
| 91,0      | Pfarrkirche St. Marien                    | 1500            | Friedland (Mecklenburg) | Mecklenburg-Vorpommern | |
| 91,0      | Neue Pfarrkirche St. Johann Baptist       | 1874            | München-Haidhausen      | Bayern                 | |
| 91,0      | St. Peter                                 |                 | München                 | Bayern                 | |
| 90,5      | St. Josef                                 | 1897            | Koblenz                 | Rheinland-Pfalz        | |
| 90,1      | St. Joseph                                | 1891            | Viersen                 | Nordrhein-Westfalen    | |
| 90,1      | St. Lamberti                              | 1898            | Münster                 | Nordrhein-Westfalen    | |
| 90,0      | Kirche am Südstern                        | 1897            | Berlin-Kreuzberg        | Berlin                 | |
| 90,0      | Garnisonkirche St. Martin                 | 1900            | Dresden-Albertstadt     | Sachsen                | |
| 90,0      | Georgskirche                              | 1501            | Nördlingen              | Bayern                 | |
| 90,0      | Nikolaikirche                             | 1480            | Flensburg               | Schleswig-Holstein     | |
| 90,0      | Mariä Himmelfahrt                         | 1908            | Schönau im Schwarzwald  | Baden-Württemberg      | |
| 90,0      | St. Urbanus                               | 1893            | Gelsenkirchen           | Nordrhein-Westfalen    | im 2. Weltkrieg zerstört, heutige Höhe: 48 Meter                                                                  |
| 90,0      | St.-Peter-Kirche                          |                 | Altentreptow            | Mecklenburg-Vorpommern | 1773 zerstört, heutige Höhe: 65 Meter                                                                             |
| 89,7      | Marienkirche                              | 1789            | Berlin-Mitte            | Berlin                 | |
| 88,7      | Hauptkirche St. Nikolai                   | 1962            | Hamburg                 | Hamburg                | |
| 88,5      | St. Margareta                             | 1894            | Wadersloh               | Nordrhein-Westfalen    | |
| 88,43     | Garnisonkirche                            | 1732            | Potsdam                 | Brandenburg            | am 14. April 1945 durch einen Luftangriff zerstört, 1968: Abbruch der Ruine, Wiederaufbau seit 2017               |
| 88,3      | Peterskirche                              | 1885            | Leipzig                 | Sachsen                | |
| 88,3      | St. Martini                               | 14. Jahrhundert | Halberstadt             | Sachsen-Anhalt         | |
| 88,0      | St. Johannes Baptist                      | 1247            | Warburg                 | Nordrhein-Westfalen    | |
| 88,0      | Lutherkirche                              | 1894            | Berlin-Schöneberg       | Berlin                 | |
| 88,0      | St. Paul                                  | 1906            | München                 | Bayern                 | |
| 88,0      | Marienkirche                              | 1877            | Neubrandenburg          | Mecklenburg-Vorpommern | |
| 88,0      | St. Antonius                              | 1877            | Papenburg               | Niedersachsen          | |
| 87,9      | St. Bernhard                              | 1901            | Karlsruhe               | Baden-Württemberg      | |
| 87,7      | Dreikönigskirche                          | 1857            | Dresden-Innere Neustadt | Sachsen                | |
| 87,6      | St. Stephan                               |                 | Tangermünde             | Sachsen-Anhalt         | |
| 87,2      | St. Marien                                | 1672            | Zwickau                 | Sachsen                | |
| 87,1      | St. Gertrud                               | 1885            | Hamburg                 | Hamburg                | |
| 87,0      | St. Sebastian                             |                 | Berlin-Gesundbrunnen    | Berlin                 | |
| 87,0      | Heilig-Kreuz-Kirche                       |                 | Münster                 | Nordrhein-Westfalen    | |
| 87,0      | St. Jakob                                 | 1886            | Aachen                  | Nordrhein-Westfalen    | |
| 86,9      | Konkordienkirche                          | 1893            | Mannheim                | Baden-Württemberg      | |
| 86,9      | St. Marien                                | 1292            | Uelzen                  | Niedersachsen          | |
| 86,8      | St. Johann Baptist                        | 1894            | Krefeld                 | Nordrhein-Westfalen    | |
| 86,8      | Heilandskirche                            | 1894            | Berlin-Moabit           | Berlin                 | |
| 86,5      | Schlosskirche                             | 1897            | Chemnitz                | Sachsen                | 1945 zerstört, heute 42 Meter hoch                                                                                |
| 86,3      | Marienkirche                              | 15. Jahrhundert | Rostock                 | Mecklenburg-Vorpommern | |
| 86,2      | Aegidienkirche                            | 1840            | Lübeck                  | Schleswig-Holstein     | |
| 86,2      | Marienkirche                              | 1903            | Mühlhausen              | Thüringen              | |
| 86,2      | Jakobskirche                              | 16. Jahrhundert | Straubing               | Bayern                 | |
| 86,0      | Heilig-Geist-Kirche                       | 1728            | Potsdam                 | Brandenburg            | am 26. April 1945 durch einen Brand zerstört, Abbruch der Ruine bis 1974                                          |
| 86,0      | Lambertikirche                            | 1887            | Oldenburg               | Niedersachsen          | |
| 86,0      | St. Georg                                 | 1904            | Ulm                     | Baden-Württemberg      | |
| 86,0      | Stadtpfarrkirche St. Nikolaus             | 1896            | Zwiesel                 | Bayern                 | |
| 86,0      | St. Marien                                | 1859            | Kemberg                 | Sachsen-Anhalt         | |
| 86,0      | St. Pankratius                            | 1873            | Warstein                | Nordrhein-Westfalen    | |
| 86,0      | Heilandskirche                            | 1888            | Leipzig                 | Sachsen                | |
| 86,0      | Bürgermeister-Smidt-Gedächtniskirche      | 1855            | Bremerhaven             | Bremen                 | |
| 85,9      | Katholische Hofkirche                     | 1755            | Dresden-Innere Altstadt | Sachsen                | |
| 85,5      | Neue Pfarrkirche St. Margaret             | 1913            | München                 | Bayern                 | |
| 85,5      | Mainzer Dom                               | 1769            | Mainz                   | Rheinland-Pfalz        | |
| 85,3      | Johanneskirche                            | 1881            | Düsseldorf              | Nordrhein-Westfalen    | |
| 85,3      | Marienkirche                              | 1496            | Salzwedel               | Sachsen-Anhalt         | |
| 85,2      | Apostel-Paulus-Kirche                     | 1894            | Berlin-Schöneberg       | Berlin                 | |
| 85,1      | Meißner Dom                               | 1410            | Meißen                  | Sachsen                | |
| 85,0      | St. Peter und Paul                        | 1497            | Görlitz                 | Sachsen                | |
| 85,0      | Lutherkirche                              | 1901            | Solingen                | Nordrhein-Westfalen    | |
| 85,0      | Sankt Johannis                            | 13. Jahrhundert | Herford                 | Nordrhein-Westfalen    | 1885 abgetragen und durch 80 m hohen Turm ersetzt; 1906–1910 abgerissen, heutige Turmhöhe: 71 Meter               |
| 84,2      | Liebfrauenkirche                          | 1651            | Bremen                  | Bremen                 | |
| 84,0      | Evangelische Stadtkirche                  | 1863            | Unna                    | Nordrhein-Westfalen    | |
| 84,0      | St. Georg                                 | 1494            | Freising                | Bayern                 | |
| 84,0      | St. Michael                               | 1883            | Schwalmtal-Waldniel     | Nordrhein-Westfalen    | |
| 84,0      | St. Markus                                | 1895            | Chemnitz                | Sachsen                | |
| 84,0      | Münster Unserer Lieben Frau               | 1785            | Zwiefalten              | Baden-Württemberg      | |
| 83,7      | Dom St. Petri                             | 1221            | Bautzen                 | Sachsen                | |
| 83,5      | St.-Nikolai-Kirche                        |                 | Löbau                   | Sachsen                | |
| 83,0      | St. Marien                                | 1896            | Lünen                   | Nordrhein-Westfalen    | |
| 83,0      | Herz-Jesu-Kirche                          | 1909            | Köln                    | Nordrhein-Westfalen    | |
| 83,0      | Sankt Johannes                            |                 | Dingolfing              | Bayern                 | |
| 83,0      | Sankt Lambertus                           |                 | Erkelenz                | Nordrhein-Westfalen    | |
| 83,0      | Sankt Maria Rosenkranz                    |                 | Mönchengladbach         | Nordrhein-Westfalen    | |
| 83,0      | St. Johannes Baptist                      |                 | Neheim                  | Nordrhein-Westfalen    | |
| 82,0      | Heiliggeistkirche                         | 1544            | Heidelberg              | Baden-Württemberg      | |
| 82,0      | St. Stephani                              | 1507            | Aschersleben            | Sachsen-Anhalt         | |
| 82,0      | St. Marien                                | 1896            | Hagen                   | Nordrhein-Westfalen    | |
| 82,0      | St. Marien                                | 1447            | Stendal                 | Sachsen-Anhalt         | |
| 82,0      | Petrikirche                               | 1887            | Chemnitz                | Sachsen                | |
| 82,0      | St. Alexander und Theodor                 | 1766            | Ottobeuren              | Bayern                 | |
| 82,0      | Radolfzeller Münster                      | 1903            | Radolfzell              | Baden-Württemberg      | |
| 82,0      | Reformationskirche                        | 1907            | Berlin-Moabit           | Berlin                 | heutige Höhe: 50 Meter                                                                                            |
| 81,85     | Evangelische Stadtkirche                  | 1968            | Pforzheim               | Baden-Württemberg      | |
| 81,7      | Elisabethkirche                           | 13. Jahrhundert | Marburg                 | Hessen                 | |
| 81,5      | Altstädter Nicolaikirche                  | 13. Jahrhundert | Bielefeld               | Nordrhein-Westfalen    | |
| 81,4      | Bonner Münster                            |                 | Bonn                    | Nordrhein-Westfalen    | |
| 81,3      | Erfurter Dom                              |                 | Erfurt                  | Thüringen              | |
| 81,17     | St. Laurentius                            | 1535            | Schüttorf               | Niedersachsen          | |
| 81,0      | St. Nikolaus                              | 1423            | Stendal                 | Sachsen-Anhalt         | |
| 81,0      | Martin-Luther-Kirche                      |                 | Dresden-Äußere Neustadt | Sachsen                | |
| 81,0      | St. Lorenz                                | 13. Jahrhundert | Nürnberg                | Bayern                 | |
| 81,0      | Zwinglikirche                             | 1908            | Berlin-Friedrichshain   | Berlin                 | |
| 81,0      | Heilig-Kreuz-Kirche                       | 1888            | Berlin-Wilmersdorf      | Berlin                 | heutige Höhe: 59,3 Meter                                                                                          |
| 80,5      | St. Marien                                | 1414            | Wismar                  | Mecklenburg-Vorpommern | bis etwa 1500 120 Meter hoch, Kirchenschiff im 2. Weltkrieg schwer beschädigt und 1960 gesprengt                  |
| 80,2      | St. Suitbertus                            | 1927            | Düsseldorf              | Nordrhein-Westfalen    | |
| 80,0      | Dreikönigskirche                          | 1880            | Frankfurt am Main       | Hessen                 | |
| 80,0      | St. Johannis                              | 1882            | Hamburg                 | Hamburg                | |
| 80,0      | St.-Patrokli-Dom                          |                 | Soest                   | Nordrhein-Westfalen    | |
| 80,0      | Sankt-Laurentius-Kirche                   | 13. Jahrhundert | Erwitte                 | Nordrhein-Westfalen    | |
| 80,0      | St. Sixtus                                | 1885            | Haltern am See          | Nordrhein-Westfalen    | |
| 80,0      | St. Marien                                | 1893            | Recklinghausen          | Nordrhein-Westfalen    | |
| 80,0      | St. Mariä Empfängnis                      | 1896            | Düsseldorf              | Nordrhein-Westfalen    | |
| 80,0      | St. Peter                                 | 1898            | Düsseldorf              | Nordrhein-Westfalen    | |
| 80,0      | Melanchthonkirche                         | 1906            | Berlin-Kreuzberg        | Berlin                 | im 2. Weltkrieg zerstört                                                                                          |
| 80,0      | Unser Lieben Frauen                       | 1586            | Burg (bei Magdeburg)    | Sachsen-Anhalt         | |
| 80,0      | Christuskirche                            | 1903            | Mainz                   | Rheinland-Pfalz        | |
| 80,0      | Marienkirche                              |                 | Barth                   | Mecklenburg-Vorpommern | |
| 80,0      | St. Marien                                | 1902            | Neuss                   | Nordrhein-Westfalen    | |
| 80,0      | Zur Heiligen Familie                      | 1902            | Kamen                   | Nordrhein-Westfalen    | |
| 79,9      | Stephanuskirche                           |                 | Berlin-Gesundbrunnen    | Berlin                 | |
| 79,3      | Pauluskirche                              |                 | Hamm                    | Nordrhein-Westfalen    | |
| 79,3      | Artländer Dom                             | 1900            | Ankum                   | Niedersachsen          | |
| 79,0      | St. Jakob                                 |                 | Burghausen              | Bayern                 | |
| 79,0      | St. Severin                               | 1400            | Köln                    | Nordrhein-Westfalen    | |
| 79,0      | St. Michaelis                             | 1412            | Lüneburg                | Niedersachsen          | |
| 79,0      | St. Laurentii                             | 1718            | Itzehoe                 | Schleswig-Holstein     | |
| 79,0      | St. Marien                                | 1300            | Osnabrück               | Niedersachsen          | |
| 78,72     | St. Lamberti                              | 1899            | Gladbeck                | Nordrhein-Westfalen    | |
| 78,0      | Konstanzer Münster                        | 1853            | Konstanz                | Baden-Württemberg      | |
| 78,0      | Jesuitenkirche                            | 1872            | Heidelberg              | Baden-Württemberg      | |
| 78,0      | Heilige-Geist-Kirche                      |                 | Berlin-Moabit           | Berlin                 | |
| 78,0      | Johannes-Basilika                         | 1897            | Berlin-Neukölln         | Berlin                 | |
| 78,0      | Stiftskirche                              |                 | Baden-Baden             | Baden-Württemberg      | |
| 78,0      | Neue Nazarethkirche                       |                 | Berlin-Wedding          | Berlin                 | |
| 78,0      | Deutscher Dom                             | 1785            | Berlin-Mitte            | Berlin                 | |
| 78,0      | St. Ägidius (Schildthurn)                 | 1531            | Zeilarn                 | Bayern                 | |
| 78,0      | Liebfrauenkirche Bottrop                  | 1914            | Bottrop                 | Nordrhein-Westfalen    | |
| 78,0      | St. Gudula                                | 1901            | Rhede                   | Nordrhein-Westfalen    | |
| 78,0      | Herz-Jesu-Kirche                          | 1906            | Ettlingen               | Baden-Württemberg      | |
| 78,0      | St. Johannes Baptist                      | 1898            | Willich                 | Nordrhein-Westfalen    | |
| 78,0      | Blankeneser Kirche                        | 1896            | Hamburg                 | Hamburg                | |
| 78,0      | St. Johannes der Täufer                   | 1234            | Billerbeck              | Nordrhein-Westfalen    | |
| 78,0      | St.-Annen-Kirche                          |                 | Annaberg-Buchholz       | Sachsen                | |
| 78,0      | St. Martinus                              |                 | Kerpen                  | Nordrhein-Westfalen    | |
| 78,0      | Heilig-Kreuz-Kirche                       | 1899            | Frankfurt an der Oder   | Brandenburg            | |
| 78,0      | St. Andreas                               |                 | Emsbüren                | Niedersachsen          | |
| 78,0      | Liebfrauenkirche                          |                 | Krefeld                 | Nordrhein-Westfalen    | |
| 78,0      | St. Dionysius                             |                 | Krefeld                 | Nordrhein-Westfalen    | |
| 78,0      | St. Nikolaus                              |                 | Neuötting               | Bayern                 | |
| 78,0      | St. Ida                                   | 1903            | Lippetal                | Nordrhein-Westfalen    | |
| 77,9      | Neustädter Marienkirche                   | 1421            | Bielefeld               | Nordrhein-Westfalen    | |
| 77,0      | Auferstehungskirche                       | 1895            | Berlin-Friedrichshain   | Berlin                 | heutige Höhe: 42 Meter                                                                                            |
| 77,0      | Christuskirche                            | 1894            | Köln                    | Nordrhein-Westfalen    | |
| 77,0      | St. Marien                                | 1892            | Bonn                    | Nordrhein-Westfalen    | |
| 77,0      | St. Johann Baptist                        | 1409            | Pfaffenhofen an der Ilm | Bayern                 | |
| 77,0      | Sankt Jodok                               | 1470            | Landshut                | Bayern                 | |
| 77,0      | St. Nikolaus und Stephanus                | 1519            | Eggenfelden             | Bayern                 | |
| 77,0      | St. Nikolai                               | 1850            | Potsdam                 | Brandenburg            | |
| 76,5      | St.-Simeon-Kirche                         |                 | Berlin-Kreuzberg        | Berlin                 | |
| 76,0      | Trierer Dom                               | 4. Jahrhundert  | Trier                   | Rheinland-Pfalz        | |
| 76,0      | St. Nikolaus                              | 1907            | Kappelrodeck            | Baden-Württemberg      | |
| 76,0      | Herz-Mariä-Kirche                         | 1967            | Diedorf                 | Bayern                 | |
| 76,0      | Bamberger Dom                             | 1237            | Bamberg                 | Bayern                 | |
| 76,0      | Brüderkirche                              | 1905            | Altenburg               | Thüringen              | |
| 76,0      | St. Aegidien                              | 1849            | Oschatz                 | Sachsen                | |
| 76,0      | St. Pankratius                            | 1896            | Oberhausen              | Nordrhein-Westfalen    | |
| 76,0      | Lutherkirche                              | 1897            | Kassel                  | Hessen                 | |
| 76,0      | St. Remigius                              |                 | Borken                  | Nordrhein-Westfalen    | |
| 76,0      | St. Pankratius                            |                 | Gescher                 | Nordrhein-Westfalen    | |
| 76,0      | Christuskirche                            | 1886            | Aachen                  | Nordrhein-Westfalen    | im 2. Weltkrieg schwer beschädigt, 1959 bis auf dem Turm abgerissen, 1979: Abriss des Turmes nach einem Großfeuer |
| 75,5      | St. Nikolai                               |                 | Berlin-Spandau          | Berlin                 | |
| 75,4      | St. Marien und Andreas                    |                 | Rathenow                | Brandenburg            | |
| 75,0      | St. Hippolytus                            |                 | Gelsenkirchen           | Nordrhein-Westfalen    | |
| 75,0      | St. Stephani                              |                 | Bremen                  | Bremen                 | |
| 75,0      | St.-Michaelis-Kirche                      | 1891            | Chemnitz                | Sachsen                | |
| 75,0      | St. Mauritius                             | 1901            | Frankfurt am Main       | Hessen                 | |
| 75,0      | Jesuitenkirche                            |                 | Mannheim                | Baden-Württemberg      | |
| 75,0      | Himmelfahrtskirche                        |                 | Dresden-Leuben          | Sachsen                | |
| 75,0      | Heilig-Geist-Kirche                       |                 | Dresden-Blasewitz       | Sachsen                | |
| 75,0      | Segenskirche                              |                 | Berlin-Prenzlauer Berg  | Berlin                 | |
| 75,0      | Groß St. Martin                           |                 | Köln                    | Nordrhein-Westfalen    | |
| 75,0      | St.-Sebaldus-Kirche                       | 13. Jahrhundert | Nürnberg                | Bayern                 | |
| 75,0      | Nikolaikirche                             | 1165            | Leipzig                 | Sachsen                | |
| 75,0      | Mariä Geburt                              |                 | Rottenbuch              | Bayern                 | |
| 75,0      | Sankt Nikolaus                            | 1904            | Übersee                 | Bayern                 | |
| 75,0      | Apostelkirche                             | 1900            | Viernheim               | Hessen                 | |
| 75,0      | St. Vitus                                 | 1900            | Philippsburg            | Baden-Württemberg      | |
| 75,0      | Sankt Martin                              |                 | Euskirchen              | Nordrhein-Westfalen    | |
| 75,0      | St. Johannes Baptist                      |                 | Altenberge              | Nordrhein-Westfalen    | |
| 75,0      | St. Ludgerus                              | 1895            | Weseke                  | Nordrhein-Westfalen    | |
| 75,0      | St. Johannes                              | 1904            | Suderwich               | Nordrhein-Westfalen    | |
| 75,0      | Mariä Himmelfahrt                         | 1722            | Schuttern               | Baden-Württemberg      | |
| 75,0      | Basilika Vierzehnheiligen                 | 1772            | Bad Staffelstein        | Bayern                 | |
| 75,0      | Heilig-Kreuz-Münster                      |                 | Rottweil                | Baden-Württemberg      | |
| 75,0      | Neustädter Kirche                         | 1520            | Eschwege                | Hessen                 | |
| 75,0      | Stift Haug                                | 1691            | Würzburg                | Bayern                 | |
| 75,0      | Michaelskirche                            | 1557            | Jena                    | Thüringen              | |
| 75,0      | St. Joseph                                | 1888            | Münster                 | Nordrhein-Westfalen    | Türme im 2. Weltkrieg zerstört, heute niedriger                                                                   |
| 75,0      | Alte Christuskirche Barmen                | 1887            | Wuppertal               | Nordrhein-Westfalen    | bei einem Luftangriff am 30. Mai 1943 zerstört, Ruine 1955 abgerissen                                             |
| 75,0      | St. Peter                                 | 1885            | Oldenburg               | Niedersachsen          | Spitze 1972 durch einen Sturm zerstört, heutige Höhe: 61 Meter                                                    |
| 75,0      | Pauluskirche                              | 1898            | Heidenheim              | Baden-Württemberg      | |
| 75,0      | St. Petri                                 |                 | Buxtehude               | Niedersachsen          | |
| 75,0      | Liebfrauenkirche                          | 1903            | Recklinghausen          | Nordrhein-Westfalen    | |
| 75,0      | St. Johannes                              | 1904            | Recklinghausen          | Nordrhein-Westfalen    | |
| 75,0      | St. Marien                                | 1894            | Oberhausen              | Nordrhein-Westfalen    | |
| 75,0      | St. Hippolytus                            | 1898            | Gelsenkirchen           | Nordrhein-Westfalen    | |
| 75,0      | Herz-Jesu-Kirche                          | 1912            | Oberhausen              | Nordrhein-Westfalen    | 1943 zerstört, heute niedrigerer Turm                                                                             |
| 75,0      | St. Gertrud                               | 1877            | Essen                   | Nordrhein-Westfalen    | 1943 zerstört, heute niedrigerer Turm                                                                             |
| 75,0      | St. Josef                                 | 1910            | Saarbrücken             | Saarland               | 1944 zerstört, heute niedrigerer Turm                                                                             |
| 75,0      | St. Nikolai                               | 1893            | Aue                     | Sachsen                | |
| 75,0      | St. Martin                                | 1865            | Sendenhorst             | Nordrhein-Westfalen    | |
| 75,0      | Trinitatiskirche                          | 1897            | Riesa                   | Sachsen                | |
| 75,0      | St. Jakob                                 | 1898            | Köthen                  | Sachsen-Anhalt         | |
| 75,0      | Klosterkirche der Erzabtei Sankt Ottilien | 1899            | Eresing                 | Bayern                 | |
| 75,0      | Mariä Himmelfahrt                         |                 | Vilsbiburg              | Bayern                 | |
| 75,0      | Paulinerkirche                            |                 | Leipzig                 | Sachsen                | 1968 abgerissen                                                                                                   |
| 75,0      | Versöhnungskirche                         |                 | Berlin-Mitte            | Berlin                 | 1985 abgerissen                                                                                                   |
| 75,0      | St. Peter und Paul                        | 1350            | Grünsfeld               | Baden-Württemberg      | Nach Brand 1858 Neubau des 4. Stockes des Turmes (Stockwerke 1–3 aus dem 14. Jahrhundert)                         |